# Російська імперія
Росі́йська імпе́рія (рос. дореф. Россійская Имперія, рос. Российская империя) — історична держава, утворена з Московського царства з продовженням подальшої безперервної експансії на суміжні країни та території. Назву отримала в процесі петровських реформ 1708—1721 років, відомих також як «прорубування вікна в Європу». Під час проголошення 1721 року Петром І Московії імперією первинна назва звучала як «Всеросійська імперія», що засвідчено документами «правлячого Сенату» в 1721 році. Держава проіснувала до Лютневої революції 1917 року.

## Походження назви
Змінюючи стару назву «Московська держава» (рос. Московское государство), або «Московське царство», на європейський лад, цар Петро I і його прибічники хотіли продемонструвати почту і підданим «європейськість» своїх реформ. До реформ Петра I в московській політичній термінології вживалися поняття «Московське государство» або «Московське царство», після реформ — історично необґрунтоване «Росія» і латинське «імперія».

## Територія
На початку XX ст. Російська імперія була другою за площею країною світу, поступаючись лише Британській імперії, займала 1/6 частину суходолу, або 21,8 млн км² (без Аляски площею 1 717 854 км²). До неї входила вся територія, на якій згодом Росія утворила СРСР (крім Калінінградської області, Галичини, Буковини, Закарпаття і Південного Сахаліну, який був в імперії до 1905 року), Курильські острови (в різний час всі або лише північна частина), велика частина Польщі, Фінляндія, Аляска (входила до неї в 1744—1867 роках).
Крайні географічні точки Російської імперії були: 35°38'17"—77°36'40" північної широти і 17°38’ східної довготи—169°44’ західної довготи.

### Експансія
- 1764: ліквідація гетьманства, друга Малоросійська колегія
- 1765: ліквідовано автономію Гетьманщини (Лівобережна Україна), реформовано в Малоросійську губернію
- 1772: перший поділ Речі Посполитої; анексовано схід Великого князівства Литовського і Ліфляндію (Білорусь, Латвія)
- 1775: ліквідовано Запорізьку Січ (Південна Україна)
- 1783: анексовано Кримське ханство (Крим, Південна Україна, Кубань)
- 1792: другий поділ Речі Посполитої; анексовано центр Великого князівства Литовського і південь Корони Польської (Білорусь, Центральна Україна)
- 1795: третій поділ Речі Посполитої; анексовано герцогство Курляндії і Семигалії (Латвія), анексовано захід Великого князівства Литовського і південь Корони Польської (Литва, Західна Україна, Білорусь)
- 1801: анексовано Картлі-Кахетинське царство (Грузія)
- 1809: анексовано Фінляндію (Фінляндія)
- 1812: отримано Бессарабію (Османська імперія, Бухарестський договір)
- 1868: протекторат над Бухарським ханством (Узбекистан)
- 1873: протекторат над Хівінським ханством (Узбекистан, Таджикистан)

## Адміністративний поділ

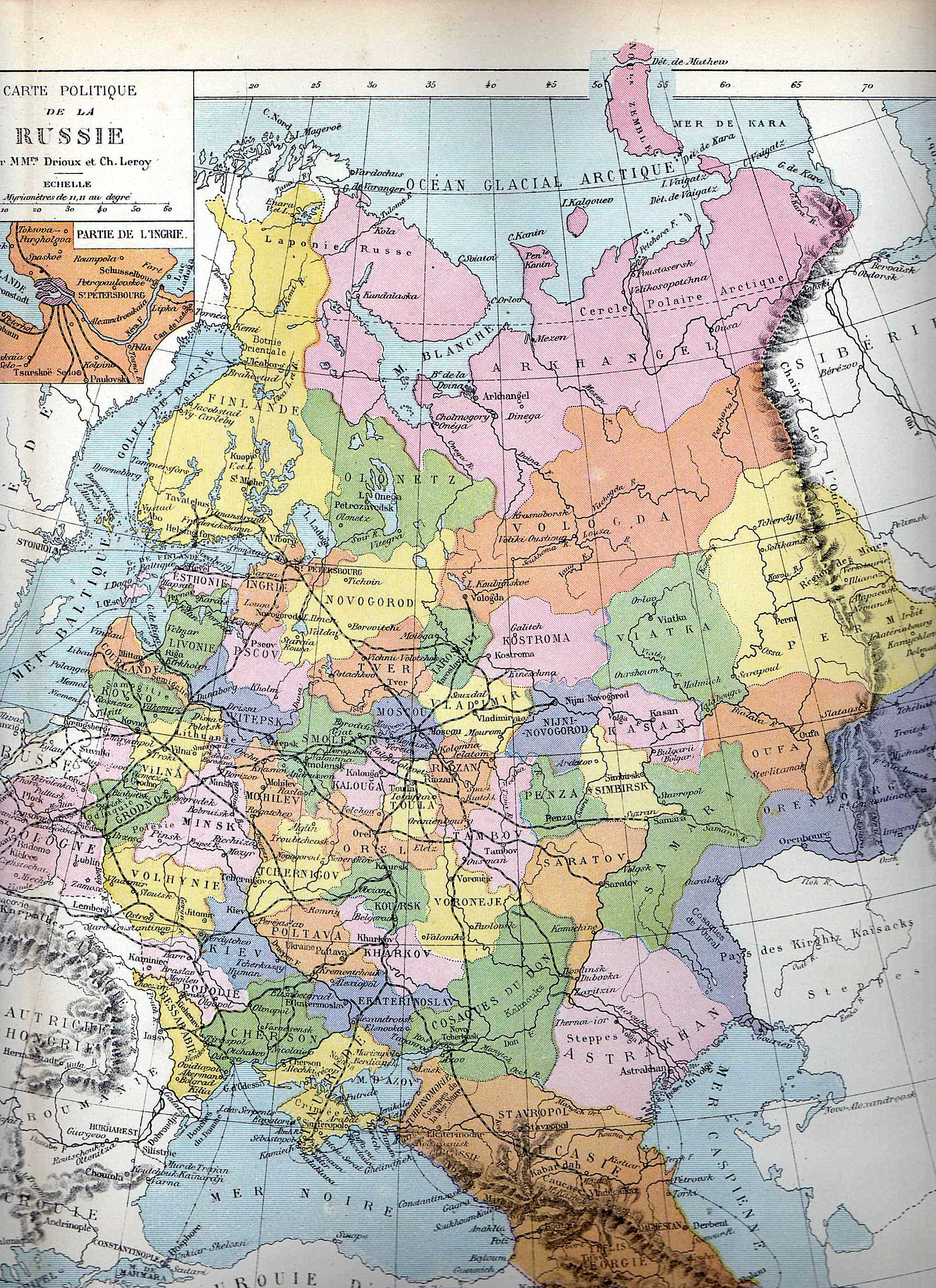
Губернії Європейської частини імперії у 1880 р.

Станом на 1914 рік територія поділялася на 78 губерній, 21 область (переважно у Сибіру та на Далекому Сході) та 2 самостійні округи (Сухумський та Закатальський).

### Європейська Росія
Термін «Європейська Росія» офіційно використовувався для 50 губерній центральної частини країни та Області Війська Донського. До складу Європейської Росії входили Архангельська, Астраханська, Бессарабська, Віленська, Вітебська, Владимирська, Вологодська, Волинська, Воронізька, Вятська, Гродненська, Катеринославська, Казанська, Калузька, Київська, Ковенська, Костромська, Курляндська, Курська, Ліфляндська, Мінська, Могилівська, Московська, Нижньогородська, Новгородська, Олонецька, Оренбурзька, Орловська, Пензенська, Пермська, Подільська, Полтавська, Псковська, Рязанська, Самарська, Санкт-Петербурзька, Саратовська, Симбірська, Смоленська, Таврійська, Тамбовська, Тверська, Тульська, Уфимська, Харківська, Херсонська, Холмська, Чернігівська, Естляндська, Ярославська губернії та Область Війська Донського.
У межах Європейської Росії виділяли:
- Південно-Західний край (Волинська, Подільська, Київська губернії)
- Північно-Західний край (Віленська, Ковенська, Гродненська, Мінська, Могилівська, Вітебська губернії)
- Остзейський край (Курляндська, Ліфляндська, Естляндська губернії)

На території Європейської частини Росії виділяли декілька генерал-губернаторств: Московське (місто Москва та Московська губернія) та Київське (Волинська, Київська та Подільська губернія). Кронштадт керувався окремим військовим губернатором.
Міста Санкт-Петербург, Москва, Севастополь, Керч (Керч-Єнікальське), Одеса, Миколаїв, Ростов-на-Дону, а з червня 1914 року і Ялта управлялись градоначальствами.

### Царство Польське
Царство Польське (інші назви «Привіслинський край» і «Привіслинські губернії») складалося з 9 губерній: Варшавської, Калішської, Келецької, Ломжинської, Люблінської, Петроковської, Плоцької, Радомської та Сувалкської). До 1913 року існувала і Седлецька губернія, яка була розформована з утворенням 1912 року Холмської губернії.
Усі губернії Царства Польського входили до складу Варшавського генерал-губернаторства.

### Кавказ
До складу Кавказу (Кавказького краю) входило 14 регіонів: 7 губерній (Бакинська, Єлизаветпольська, Кутаїська, Ставропольська, Тифліська, Чорноморська, Еріванська), 5 областей (Батумська, Дагестанська, Карська, Кубанська, Терська) і 2 округи (Сухумський та Закатальський).
Всі регіони, за винятком Ставропольської губернії та міста Баку, входили до складу Кавказького намісництва.

### Сибір
Сибір складався з 10 регіонів: 4 губерній (Єнісейської, Іркутської, Тобольської, Томської) та 6 областей (Амурської, Забайкальської, Камчатської, Приморської, Сахалінської, Якутської).
На території Сибіру існувало два генерал-губернаторства: Іркутське (Іркутська та Єнісейська губернії, Забайкальська та Якутська області) і Приамурське (Амурська, Камчатська, Приморська, Сахалінська області).

### Середня Азія
Середньоазійські території (повна назва «Степові і Середньо-Азійські області») складалися з 9 областей: Акмолинської, Закаспійської, Самаркандської, Семипалатинської, Семиріченської, Сир-Дар'їнської, Тургайської, Уральської та Ферганської).
Закаспійська, Самаркандська, Семиріченська, Сир-Дар'їнська і Ферганська області належали до Туркестанського генерал-губернаторства і називалися «Туркестаном», інші області належали до Степового генерал-губернаторства і називалися «Степовим краєм».

### Фінляндія
Фінляндія (Велике князівство Фінляндське) складалося з 8 губерній (Або-Бьйорнеборзької, Вазаської, Виборзької, Куопіоської, Нієланської (Нюландська), Санкт-Міхельської, Тавастгуської (Тавастгуська), Улеаборзької. Всі фінляндські губернії входили до складу Фінляндського генерал-губернаторства.

## Історія

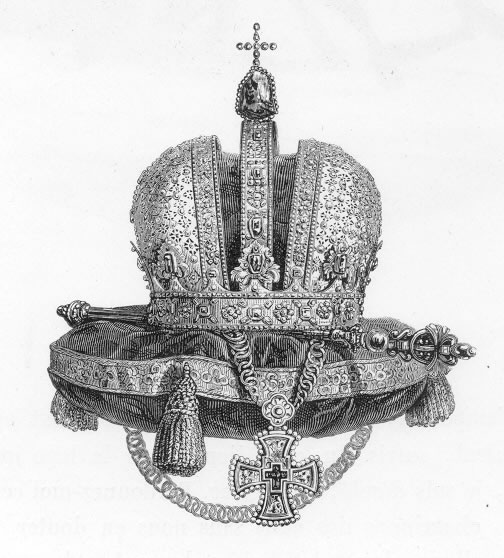
Корона та скіпетр Російської імперії

Всеросійська імперія була утворена на основі Московського царства — державного утворення з центром у Москві, яке виникло у XVI—XVII ст. у процесі розпаду Великої Степової Імперії Чингісхана — Золотої Орди, однак столицю перенесли з Москви на берег Балтійського моря в Санкт-Петербург, який постав на відвойованих у шведів землях.
Кардинальна реформа Московського царства все ж не змінила державотворчої ідеї, закладеної з його створенням Іваном Грозним і Борисом Годуновим та його прибічниками, — так званої ідеї законного правонаступництва царства Римського (Римської імперії) та Візантійської імперії, що з формального погляду було підкріплене одруженням діда Івана Грозного, великого князя Московського (1462–1505) Івана III з Софією Палеолог, яка вважалася родичкою римських імператорів і всієї Римської імперії. Висувалося твердження «Москва — третій Рим». На знак правонаступництва Риму та Константинополя головною складовою частиною герба Московського царства, а потім і Всеросійської імперії, вибрали двоголового орла. З цього приводу існують різні заперечення, в тому числі й істориків-геральдистів, оскільки цей символ фіксується на монетах Михайла Борисовича у Тверському князівстві до першої відомої його появи 1497 року в московському. На сарайських і кримських золотоординських мідних монетах (пулах) з часів монгольського хана Узбека, що династично поріднився з римськими імператорами, узявши шлюб з позашлюбною дочкою Андроніка ІІ Палеолога, починають карбувати двоголового орла. Згодом, з прийняттям ісламу, на звороті монет тамгу замінюють на фразу: «Да продовжить Аллах владу хана». Так звана «Шапка Мономаха», що тісно пов'язана з легендою про Третій Рим, також може бути лише жіночою монгольською тюбетейкою, де пір'я павича згодом було замінене на хрест, додано хутро соболя — ймовірний подарунок хана Узбека на весілля сестри Кончаки (хрещена під ім'ям Агафії) з московським князем Юрієм Даниловичем.

### Петро І
Московське царство з часу свого виникнення постійно перебувало в доволі складних відносинах з державами Європи, зокрема з найближчими сусідами — Річчю Посполитою (що в буквальному перекладі означало «шляхетська республіка Спільна Справа»), Шведським королівством, васалом Османської імперії — Кримським царством тощо. Московія намагалася в міру своїх сил проводити незалежну політику, існувати незалежно від інших країн, що часто негативно позначалося на її економічному, культурному та політичному розвитку.

Московський цар Петро І (1682–1725), який навчався в Європі і перебував під впливом західної культури, вирішив провести швидкі перетворення у своєму царстві. Враховуючи особливості країни, державна система якої спиралася на єдиновладдя, він міг це робити, не натрапляючи на серйозний опір населення. Здійснивши ґрунтовну перебудову влади, фактично створивши нову державну машину, Петро І почав експансію на землі, близькі чи залежні від Московського царства, загарбуючи їх і включаючи до новоутвореної державної системи.

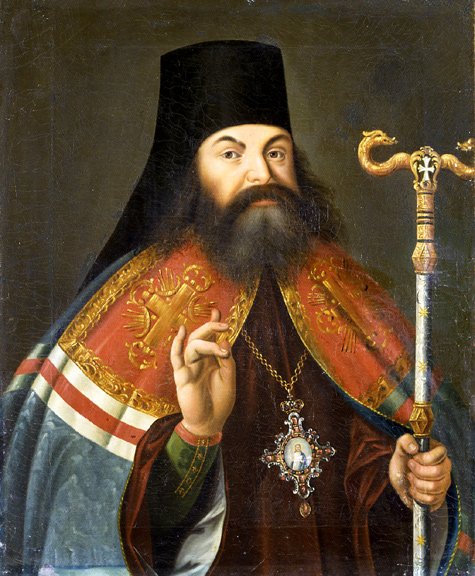
Феофан Прокопович

Внаслідок Великої Північної війни (1700–1721) зі Швецією Московія захопила Естонію, частину Латвії та землі вздовж р. Неви, що дало імперії вихід до Балтійського моря та сприяло налагодженню економічних зв'язків із Західною Європою. Також московський цар, за підтримки частини великих українських землевласників (панів і козацької старшини Українського гетьманату) зміг утримати під своїм контролем і включити до складу імперії велику частину українських земель Гетьманщини, які ледь не відібрав у нього тодішній правитель України гетьман Іван Мазепа за підтримки Швеції.

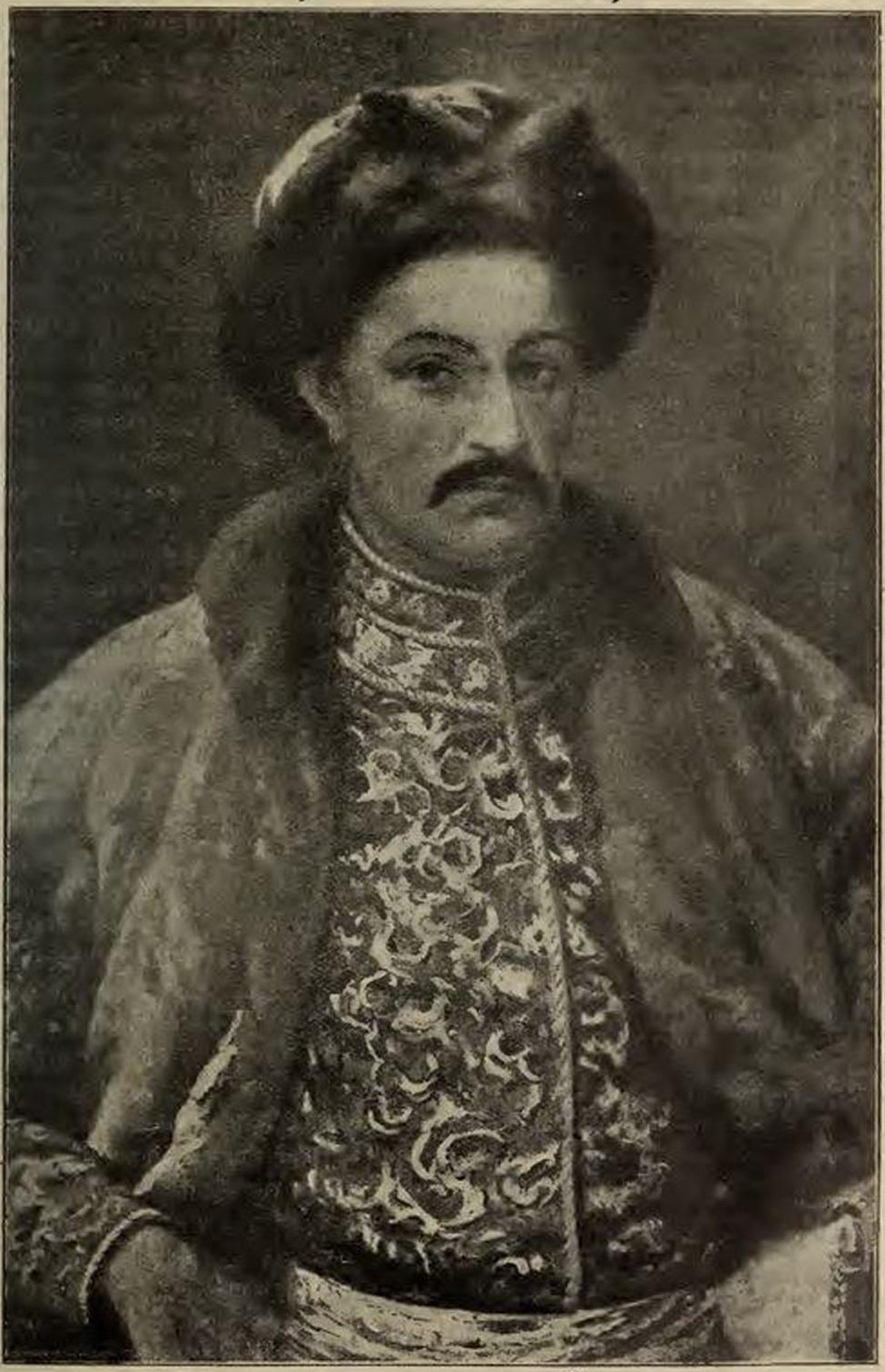
Гетьман Іван Мазепа

Невдачею для Петра І завершилася російсько-турецька війна 1711-13 (див. Прутський похід 1711), метою якої було намагання Московії закріпитись у Приазов'ї та Північному Причорномор'ї, що належали Османській імперії. Внаслідок цієї війни Московія втратила Азов, здобутий наприкінці 17 ст. (див. Азовські походи 1695-96), та вивела свої війська з Правобережної України.
Петро І провів докорінну перебудову державного устрою країни: ліквідовано Боярську думу і прикази, замість них створено Сенат (1711) і колегії (1718—22); країну поділено на губернії (1708), що складалися з провінцій; заведено порядок проходження військової та цивільної служби, зафіксований у «Табелі про ранги», сформовано регулярну армію та флот, які комплектувались на основі рекрутської повинності; церква була підпорядкована державі (скасовано інститут патріарха православної церкви і створено колегіальний церковний орган — Святійший синод, 1721; головою цієї державно-церковної канцелярії проголошувався імператор, а «всевидючим оком», що безпосередньо керував цим канцелярським відомством був оберпрокурор, якого призначав імператор). Петро І створив також так звану Таємну канцелярію, що виконувала, по суті своїй, функції Інквізиції у Росії.

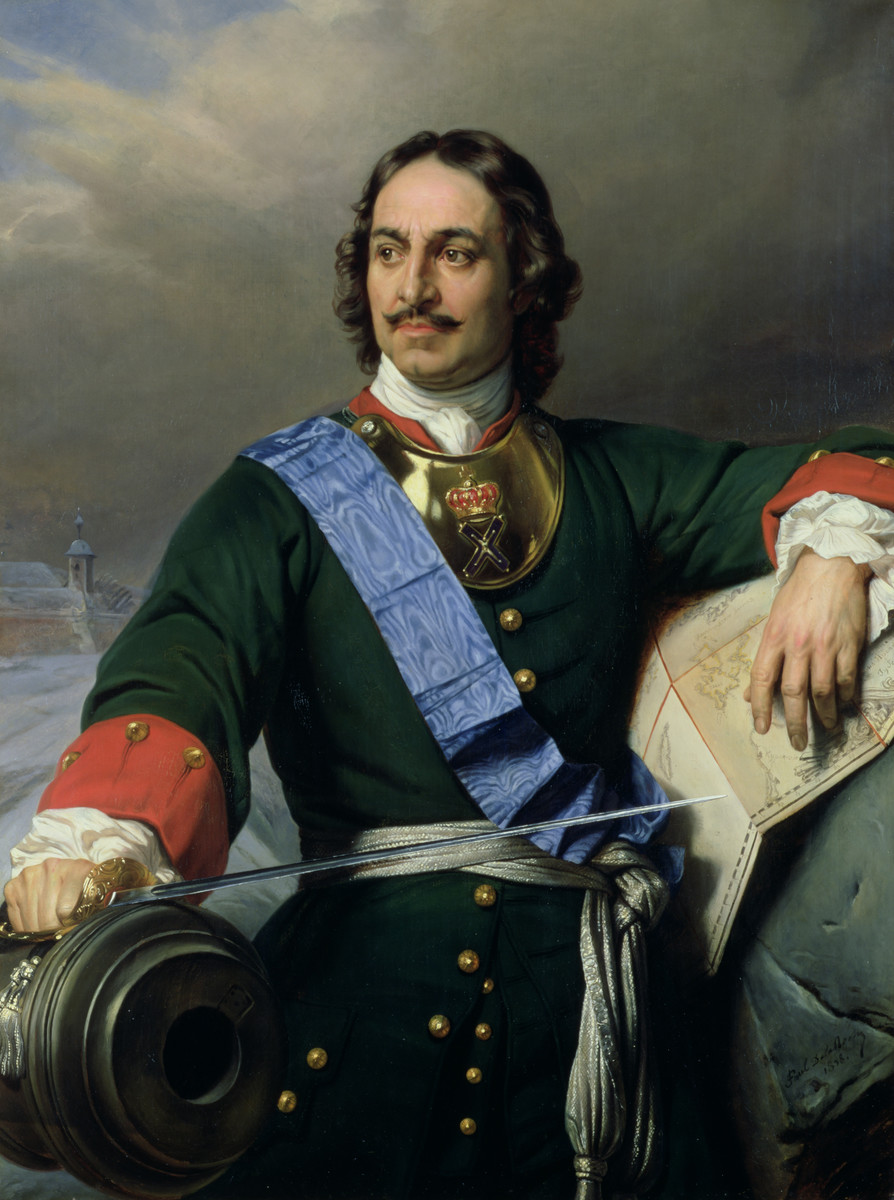
Петро І

1712 року столицю держави перенесено на захоплені у шведів землі Балтики — до Санкт-Петербурга (заснованого 1703). Уряд провів реформи в галузі культури — створено школи різних видів, у 1703 стала виходити перша друкована газета «Вєдомості», запроваджено юліанський календар (з 1700) та засновано Академію наук (1724—25). Петро І надавав величезного значення розвиткові промисловості (металургійної, суднобудівної) та торгівлі.
У 1721 Московська держава була проголошена Всеросійською імперією. Реформи Петра І та загарбницькі війни перетворили Московію у світову державу. Проте могутність Росії була досягнута кріпосницькими методами, шляхом нещадної експлуатації народних мас в інтересах дворянства. На початку 18 ст. територію Росії охопив ряд соціальних і національно-визвольних повстань на теренах, що колись були оплотом Великої Орди: Астраханське повстання 1705–1706, повстання під керівництвом Кіндрата Булавіна 1707-08, Ю Башкирське повстання 1717-18, які були жорстоко придушені урядовими військами.
Петро І продовжував політику своїх попередників, спрямовану на гноблення неросійських народів, зокрема ліквідацію державних прав Українського гетьманату. Після укладення Іваном Мазепою і Карлом XII 1708 року військово-політичного союзу та поразки шведсько-українських військ у Полтавській битві 1709 року політика Петра І щодо України набула колоніально-репресивного характеру. У листопаді 1708 Московія зруйнувала гетьманську столицю Батурин (всіх жителів загарбники знищили) та Запорозьку Січ. Для нагляду за гетьманом призначили царського резидента, а після смерті Івана Скоропадського московський цар не дозволив обирати його наступника. З 1722 контроль за державними справами України здійснювала так звана Малоросійська колегія. У 1720 московська влада заборонила друкувати книги українською мовою, вчинила розправу над наказним гетьманом Павлом Полуботком та іншими козацькими старшинами. За правління Петра І та його наступників проводилась відверта політична лінія на ліквідацію Української держави, її повну інкорпорацію, русифікацію і асиміляцію українського народу.

### 1725—1801

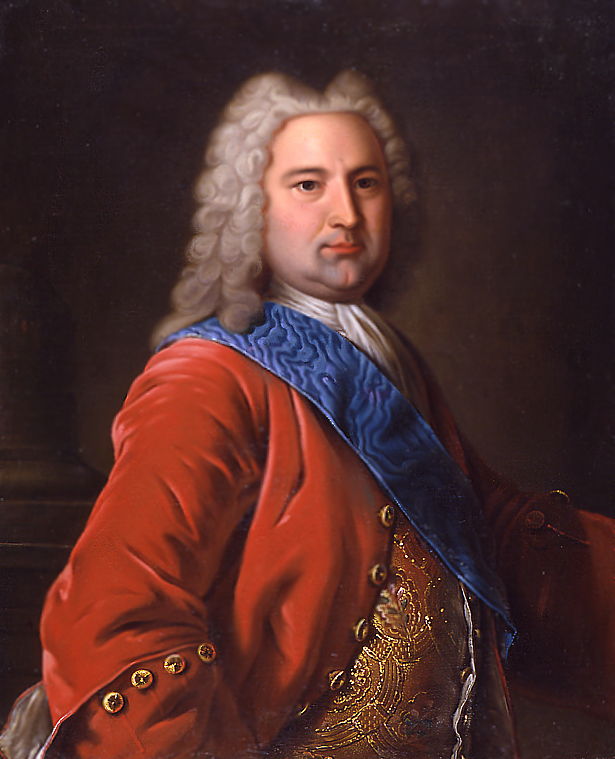
Ернст-Йоганн фон Бірон, регент Російської імперії

У 1725-62 в імперії точилася політична боротьба між дворянськими угрупованнями, що супроводжувалася «палацовими» переворотами. Наслідком одного з них було встановлення під час правління племінниці Петра І Анни Іванівни (1730—40) біронівщини (від імені фаворита Анни Іванівни, курляндського дворянина Е.-Й. Бірона) режиму шпигунства, доносів і переслідувань невдоволених. За правління Єлизавети Петрівни (1741-61), «Єкатєріни II» (1762-96) і Павла І (1796–1801) у Росії стали появлятися елементи індустріального розвитку, що засвідчив ріст товарно-грошових відносин, виникнення мануфактур із використанням вільнонайманої праці тощо. Водночас відбувалося подальше зміцнення позицій дворянства, станові привілеї якого найбільш повно були викладені у «Жалуваній грамоті дворянству» (1785). Вперше створено дієві інститути станового самоврядування[недоступне посилання з вересня 2019].

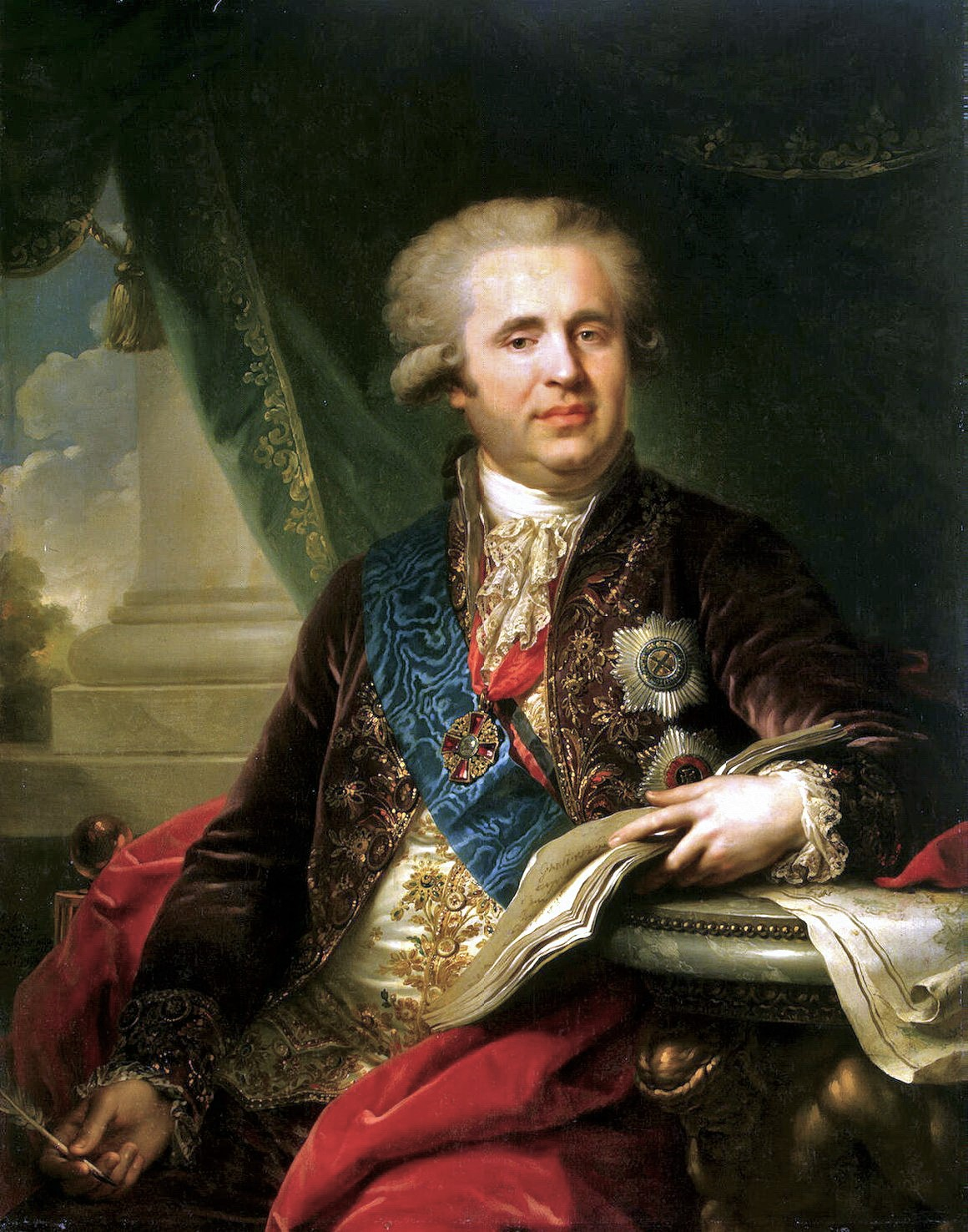
Олександр Безбородько, Канцлер Російської імперії

Свого апогею сягнула система кріпосництва, яку поширено і на землі Лівобережної України (1783), а невдовзі — Південної України (1796). У тогочасних джерелах кріпосництво обґрунтовувалось як спосіб прив'язати робітників до землі (нагадує сучасні контракти з роботодавцем) і у такий спосіб забезпечити стабільність розвитку господарства і, отже, розбудову імперської державної машини, армії і флоту.
Упродовж 1770—1772 років на теренах імперії відбулася спустошлива епідемія чуми.
Обмежувалися права людей, зростали державні податки. Відповіддю на соціальну політику уряду були масові народні виступи, з яких найбільшим була селянська війна під керівництвом Омеляна Пугачова (1773-75), що охопила величезні простори Поволжя та Приуралля.
Великі зусилля спрямовувались на впровадження на всіх землях імперії уніфікованої системи адміністративно-територіального устрою і державного управління. Цей процес майже завжди обмежував права місцевої влади і населення у вирішенні питань власного життя. У другій пол. 18 ст. у Лівобережній Україні остаточно ліквідовано залишки політичної автономії: у 1764 скасовано гетьманство, у 1781-83-ліквідовано полково-сотенний устрій та козацькі полки, у 1775- знищено Запорозьку Січ. За правління Катерини II Росія проводила активну зовнішню політику, яка здебільшого зводилася до оволодіння Чорноморським узбережжям. Успішні війни з Османською імперією (1768-74, 1787-91) спричинили ліквідацію Кримського ханства (1783) та загарбання Росією Приазов'я і Північного Причорномор'я. Російська імперія взяла активну участь у трьох поділах Речі Посполитої (1772, 1793, 1795), внаслідок яких були захоплені Правобережна Україна (Київське, Брацлавське, Волинське та Подільське воєводства), Білорусь, частина Литви та Курляндія (Латвія).
У середині та другій половині 18 ст. відбулося піднесення російської культури, пов'язане значною мірою з вихідцями з України. У Москві відкрили перший російський університет (1755), почав діяти національний театр (1756). У галузі літератури багато творили Г. Державін, Д. Фонвізін, М. Карамзін, О. Радищев та ін. Велику просвітницьку діяльність проводили видавець, письменник і журналіст М.Новиков, юрист С. Десницький, філософ Я. Козельський. Найвидатнішим російським вченим того часу був М. Ломоносов, який проявив себе в багатьох галузях науки та в літературі. Завдяки йому, а також І. Ползунову, І. Кулібіну, К. Фролову та ін. в імперії розвивалась інженерно-технічна думка. У галузі архітектури творили В. Баженов, М. Козаков, скульптури — Ф. Шубін та М. Козловський. Велике значення для розвитку музики у Росії мала діяльність видатних українських композиторів Максима Березовського і Дмитра Бортнянського. Образотворче мистецтво представляли А. Лосенко, Д. Левицький та В. Боровиковський.

### Олександр І

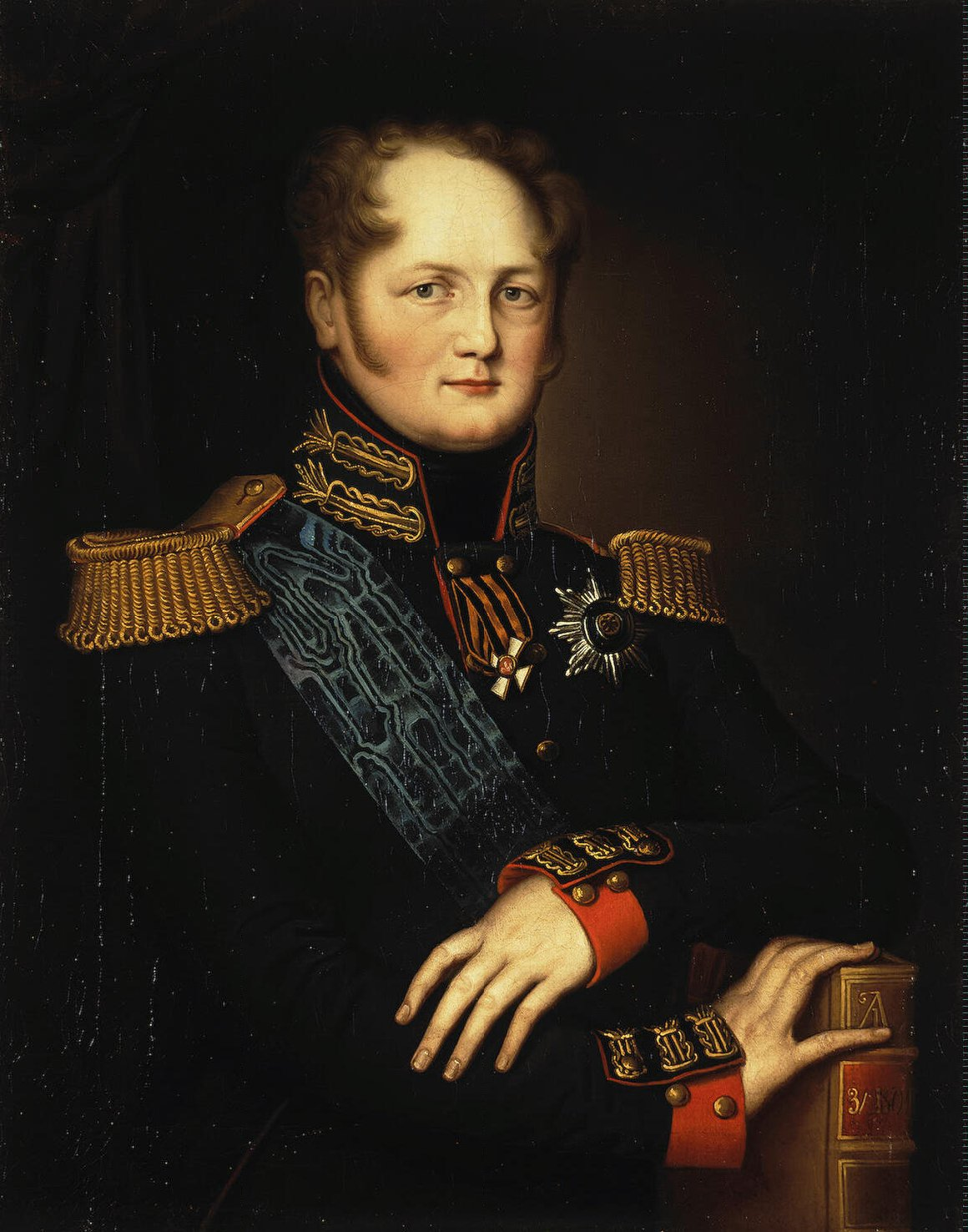
Олександр І

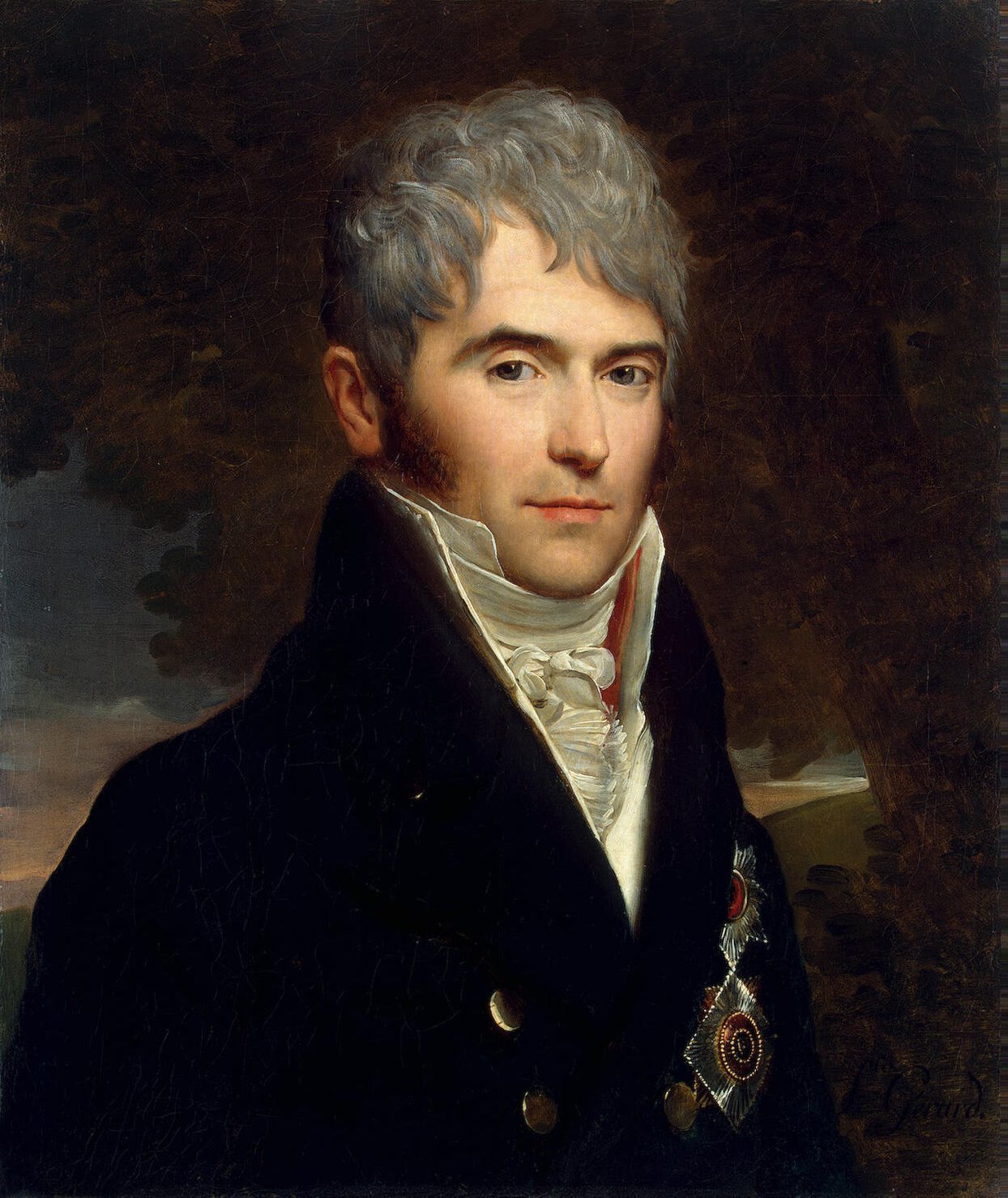
Кочубей Віктор Павлович, перший державний канцлер внутрішніх справ

Зовнішня експансія, зміцнення самодержавства і кріпосництва були основними тенденціями, які панували у державному житті Росії наприкінці 18 — на початку 19 століття. Це суперечило загальному процесу суспільної лібералізації і демократизації, що було змістом європейського Просвітництва і знайшло яскраве відображення у Французькій революції. За правління імператора Олександра І Російська імперія брала участь у війнах з наполеонівською Францією в складі антифранцузької коаліції (1805, 1806-07), які завершились поразкою коаліції і укладенням Тільзитського миру (1807). Франко-російська війна 1812 сприяла пробудженню патріотичних і ліберальних настроїв у російському суспільстві, особливо серед дворянства. Розгром Наполеона І Бонапарта, закордонний похід російської армії і результати Віденського конгресу 1814-15 призвели до значного зростання впливу Росії у Європі, встановлення тривалого домінування абсолютистських багатонаціональних держав — Росії, Австрії та Пруссії (Священний союз).
У першій половині 19 століття у Росії поглибилася криза кріпосницьких відносин, які гальмували розвиток ринкового господарства. І хоча у другій чверті 19 століття у країні розпочався промисловий переворот, в економічному розвитку Росія значно відставала від передових європейських країн. Олександр І на першому етапі правління (до 1814) намагався проводити певні реформи — створив міністерства, шкільні округи, реорганізував сенат, дозволив поміщикам звільняти селян від кріпосництва (декрет про вільних орачів −1803), доручив М.Сперанському розробити проєкт впровадження конституційної монархії. Однак проєкти більш глибоких змін були відкинуті, абсолютистські тенденції взяли гору над ліберальними. Після селянських і військових повстань 1818—1820 у країні запанували порядки, що спирались на репресивний апарат. Провідником нової внутрішньої політики став граф О.Аракчеєв — ініціатор створення так званих військових поселень, де селяни працювали на землі й несли обтяжливу військову службу.

### Микола І

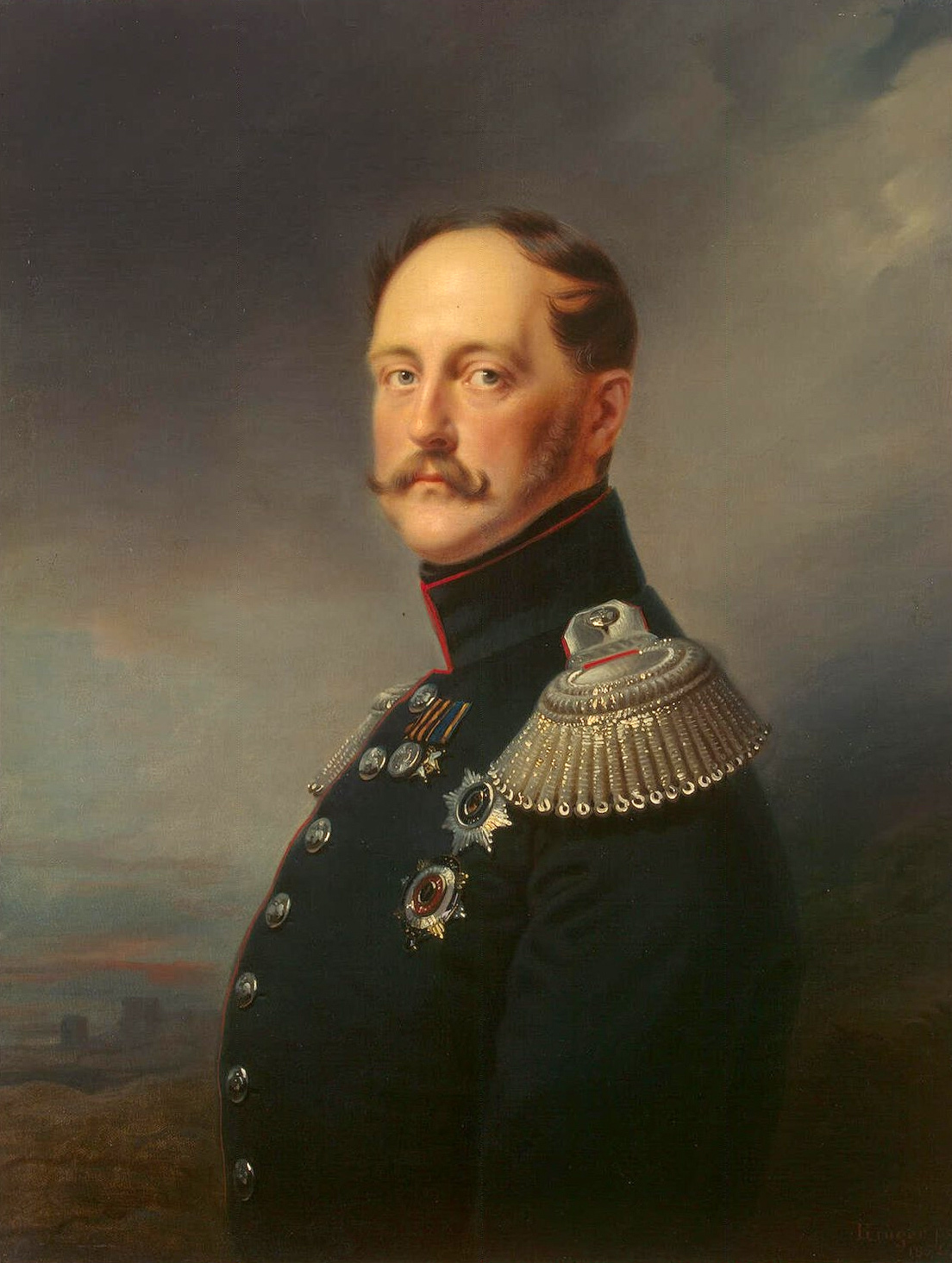
Микола І

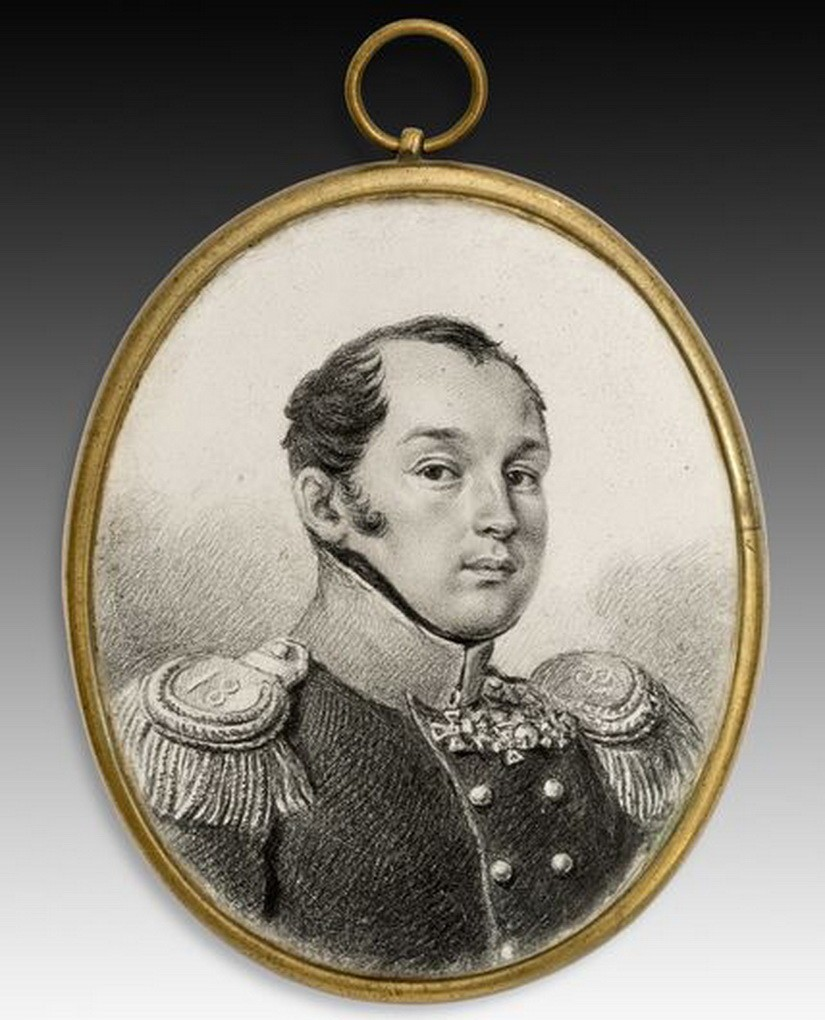
Павло Пестель

Вступ на престол Миколи І ознаменувався виступом дворянських змовників — декабристів. 14(26).12.1825 декабристи, спираючись на таємні організації — Північне товариство і Південне товариство декабристів, члени яких розробляли програми конституційних реформ і скасування кріпосництва, — підняли повстання у Петербурзі. Жорстоко придушивши виступ декабристів у Петербурзі і в Україні (діраим, що спирався на новий орган — Власну його імператорської величності канцелярію із сумнозвісним III відділенням, яке набуло функцій політичної поліції. У 1830-31 імперіалізм зброєю придушив національно-визвольне повстання в Царстві Польському (див. Листопадове повстання (1830—1831)). У 1841-49 російські війська взяли участь у придушенні угорської революції; з допомогою армії самодержавство жорстоко розправлялось із селянськими заворушеннями.

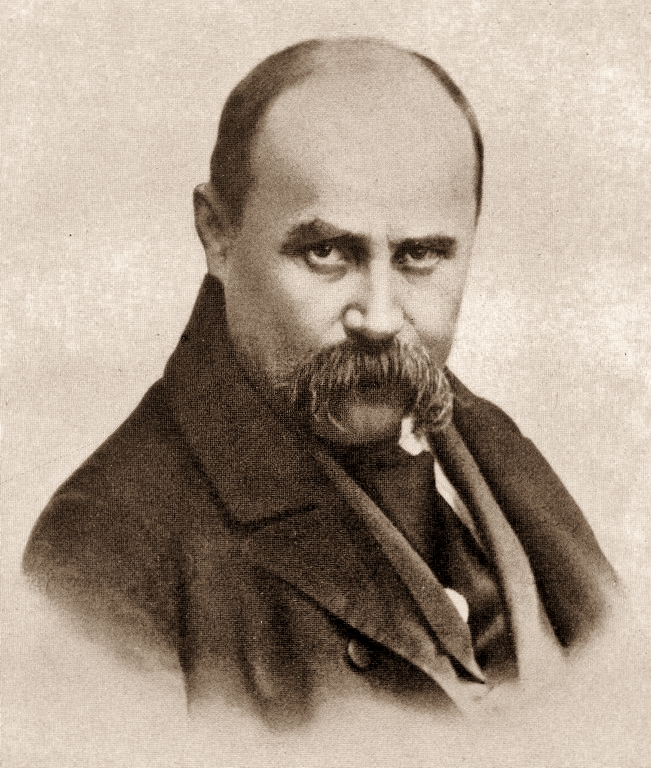
Тарас Григорович Шевченко

Від 1830 років у країні продовжувався розвиток мануфактурного і відбувалося зародження фабрично-заводського виробництва та створення багатогалузевої промисловості, тривало зростання обсягів внутрішньої і зовнішньої торгівлі — йшов процес становлення ринкових відносин. Однак ці процеси суттєво гальмувалися існуванням системи кріпосництва.
Французько-російська війна (1812), внутрішня і зовнішня політика самодержавства, впливи просвітницьких ідей сприяли формуванню новочасної російської нації, що знаходило відбиття у бурхливому розвитку національної культури (М.Карамзін, О.Грибоєдов, О.Пушкін, М.Лермонтов, В.Бєлінський та ін.). Суспільні суперечності відбилися в ідейно-політичній боротьбі, що охопила освічені верстви і вилилась у широку літературну полеміку, обмежену жорсткою цензурою і утисками. Прихильники послідовної демократії (О.Герцен, М.Огарьов, В.Бєлінський, петрашевці) змушені були емігрувати або висловлювати свої думки у завуальованій формі. Ліберальна інтелігенція виступала за проведення поміркованих реформ зверху, поділившись на два табори: «західників», які відстоювали необхідність розвитку країни по західноєвропейському (капіталістичному) шляху (П.Чаадаєв, М.Катков, І.Тургенєв, М.Мельгунов, С.Соловйов, К.Кавелін та ін.), і «слов'янофілів», що обґрунтовували особливий, відмінний від країн Заходу шлях розвитку Р. (О.Хом'яков, І.Киреєвський, І.Аксаков). Слов'янофільські ідеї послужили ґрунтом для формування і поширення офіційної великодержавної ідеології російського імперіалізму, головними засадами якої були «самодержавство, православ'я, народність».
У зовнішньополітичній діяльності російський уряд головну увагу приділяв південному напрямку, прагнучи оволодіти новими територіями у Закавказзі та чорноморськими протоками. З цією метою Росія вела війни з Османською імперією, підтримуючи національно-визвольну боротьбу слов'янських народів на Балканах. Для зміцнення стратегічних позицій на Чорному морі і послаблення Османської імперії у першій половині 19 ст. до імперії були приєднані Сх. Грузія (1801), Зх. Грузія (1810), Пн. Азербайджан та північна частина чорноморського узбережжя Кавказу. Просування Російської імперії на Кавказ супроводжувалося війнами з Персією (третя: 1804—1813, четверта: 1826—28) і війнами з Османською імперією (війна 1806-12 та війна 1828-29), внаслідок яких Росія заволоділа Закавказзям і поширила новий територіально-адміністративний поділ на губернії і області. Численні князівства і ханства, що там існували, були ліквідовані. Мужній опір гірських народів завойовникам змусив імперіалізм вести тривалу війну (1817—64), яка перетворилась на теренах Чечні і Дагестану у мусульманський національно-визвольний рух-мюридизм. Найбільшого розмаху національно-визвольна боротьба гірських народів набула за імама Шаміля (1799—1871), котрому вдалось утворити міцну теократичну державу — Імамат і довгий час успішно відбивати наступ російської армії (до 1859). Антиосманську спрямованість мала також підтримка Р. першого (1805—1813) і другого (1815) сербських повстань, національно-визвольної боротьби грецького народу. За умовами Бухарестського мирного договору 1812 Російська імперія приєднала Бессарабію та домоглася автономії Молдови і Валахії у складі Османської імперії. Внаслідок російсько-турецької війни в 1828-29 імператорський уряд добився визнання Портою за Адріанопольським миром 1829 року автономних прав Греції, Сербії і Дунайських князівств. Ще на початку 19 ст., виконуючи умови Тільзитського миру 1807 з Наполеоном, Олександр І розпочав війну зі Швецією (1808—1809), яка завершилась Фрідріхсгамським миром і приєднанням до Р. на автономних правах Великого князівства Фінляндського.
На середину 19 століття Російська імперія перетворилась на одну з найбільших європейсько-азійських держав зайнявши велику частину Євразійського Великого Степу, колишніх земель імперії Чингізхана. У той же час відсталі кріпосницькі порядки, самодержавно-поліцейський режим, колоніальна політика щодо поневолених народів робили її слабким конкурентом у боротьбі за впливи на Близькому Сході. Ця слабкість яскраво проявилась у ході Кримської війни 1853-56, в якій на боці Османської імперії проти Р. виступили британські та французькі війська. Незважаючи на героїчні зусилля захисників Севастополя, успішні дії російської армії на кавказькому фронті, Р. зазнала поразки і за Паризьким миром 1856 втратила вплив у чорноморському басейні.

### Олександр II

Титулування російського імператора

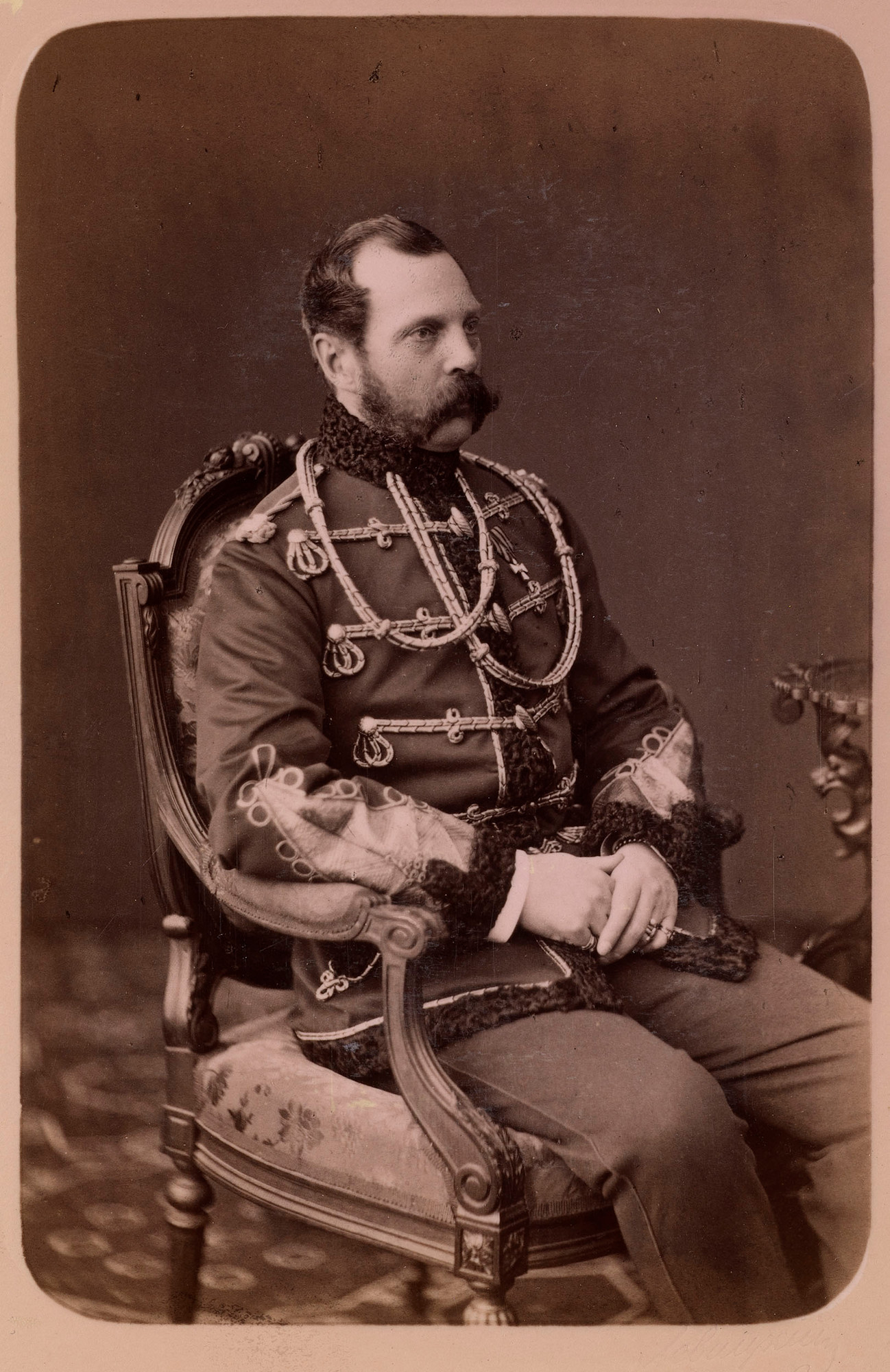
Олександр ІІ

Поразка імперіалізму у Кримській війні змусила самодержавство шукати нових шляхів подолання економічної та соціальної кризи. Реформи, які дозволили б модернізувати найвідсталіші ділянки суспільного життя, розпочав здійснювати новий російський імператор Олександр II. Реформи Олександра II, які через прагнення імперіалізму зберегти головні важелі самодержавного управління і соціальну опору режиму (дворянство), хоча і мали обмежений характер, все ж відкрили певний простір для розвитку капіталістичних відносин в економіці і сприяли поліпшенню державного керівництва. Найважливішою з реформ було скасування кріпосницького права («Маніфест» і «Положення 19.2. 1861»), яке здійснювалось поступово, протягом кількох років шляхом переводу поміщицьких селян спочатку на становище «тимчасовозобов'язаних» (див. Тимчасовозобов'язані селяни), а потім «викупних». Селяни отримували особисту свободу та громадянські права. Земельний наділ, яким вони користувались, ставав їхньою власністю лише після завершення викупної операції, що проводилась в інтересах поміщиків. Порядок здійснення викупної операції, збереження численних переваг за поміщиками (відрізки, відробки) розтягнули процес скасування кріпацтва на десятиліття (стягнення викупних платежів припинено у 1907), зумовили зубожіння основної маси селянського населення і спричинили численні селянські виступи і заворушення. На національних околицях імперії селянська реформа була проведена у 1864-71 при збереженні ще більших привілеїв для великих землевласників.

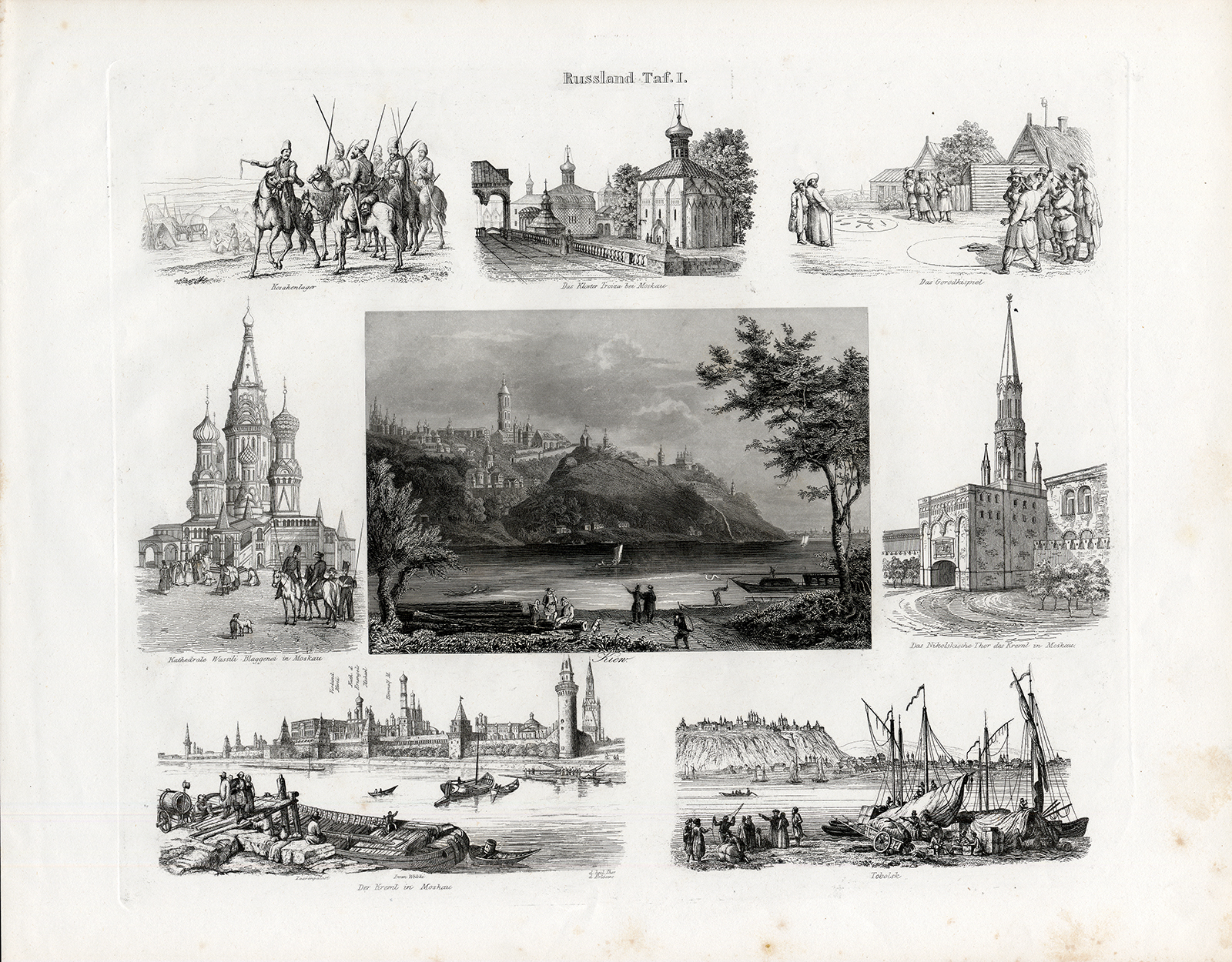
Гравюрний колаж Російської імперії, 1857

Прогресивний характер мала земська реформа 1864. Згідно з Положенням про губернські та повітові земські установи від 1.1.1864 запроваджувались виборні органи місцевого самоуправління (земські збори і земські управи), які обирались на підставі багатоступеневої куріальної системи і відали винятково питаннями місцевого господарського і культурно-освітнього життя. У правобережних губерніях, як і в Польщі, Білорусі, Литві, де проживало багато землевласників, учасників польського національно-визвольного руху, земська реформа не проводилась. У Правобережній Україні земські установи були запроваджені у 1911. Найбільш послідовно проведеною стала судова реформа, яка розпочалась у 1864 (див. Судова реформа 1864). Замість станового встановлювався коронний суд присяжних, для розгляду дрібних громадянських справ — мировий суд. Проголошувалися принципи виборності й незмінності суддів, рівності всіх перед законом, гласність суду, участь у процесі двох сторін — обвинувачення і захисту. До розгляду кримінальних справ залучалися присяжні засідателі — представники населення, що призначалися за жеребом.
У 1860 роках проведено низку фінансових реформ, створено Державний банк (1860). Розпочались реформи в галузі освіти, спрямовані на демократизацію освітніх закладів, посилення автономних прав університетів. Протягом 1861-[[[1874]] проводилася військова реформа. 1.1.1874 статутом про військову повинність ліквідовано рекрутську повинність і запроваджено загальну військову повинність для всіх чоловіків, які досягли 20 років. Реформи 1860-70-х років, хоч і мали обмежений характер (зокрема, селянська реформа зберігала сільську общину, яка як власник землі стримувала індивідуальну активність селянства), в основному сприяли капіталістичному розвитку країни. Спираючись на державну підтримку і приплив іноземного капіталу, високими темпами розвивалась промисловість. Формувались нові промислові райони на півдні імперії, створювались передові галузі металургії, машинобудування, хімічної промисловості, швидко зростала мережа залізниць та розвивались морські порти. Наслідком господарських змін було становлення нових соціальних верств населення — промислового пролетаріату і торговельно-промислової буржуазії.

Європейська частина Російської імперії на початку 1860-х років

У центрі суспільно-політичного руху в Росії у другій половині 19 століття стояли найболючіші питання «землі і волі». Невирішеність земельного питання, відсутність політичних прав і свобод викликали поляризацію у середовищі інтелігенції, яка поповнювалась вихідцями з недворянських, т. зв. різночинських верств. Серед молоді, передусім студентської, поширились радикально-демократичні ідеї, які пропонували розв'язувати суспільно-політичні проблеми шляхом народного повстання. Ідеологами цього напряму були Микола Чернишевський, Микола Добролюбов, Олександр Герцен, Микола Огарьов та ін. У 1860 роках виникли таємні організації, серед яких найвпливовіша — «Земля і Воля». Жорстокі репресії самодержавства спричинили перехід радикалів до тактики індивідуального терору (замах у 1866 Д.Каракозова на Олександра II). У 1870 роках радикально-демократичний рух, сприйнявши із Заходу соціалістичні ідеї, створив власну теорію переходу Росії до соціалізму через народне повстання і селянську общину. Цей рух отримав назву російського народництва. Теоретиками народництва були М.Бакунін, П.Лавров і П.Ткачов, які вважали, що для піднесення повстання необхідно лише просвітити селян. Жертовні «ходіння в народ», терористичні замахи учасників народницьких організацій («Земля і воля», «Народна воля», «Чорний переділ») не дали очікуваних наслідків, спричинили урядові репресії, які набули масового характеру після вбивства народовольцями 1.3.1881 імператора Олександра II. Ліберальні кола зосередили свою діяльність у земських установах, пропагували необхідність поступових демократичних змін. Після вбивства Олександра II на престол вступив Олександр III, який вжив заходів для зміцнення самодержавства і обмеження політичних свобод: посилено цензуру, закрито ліберальні видання, обмежено доступ до освіти дітей з нижчих верств (циркуляри про «кухарчиних дітей» — 1887), посилено адміністративний контроль за земствами і міським самоуправлінням.
З кінця 1850 років Росія посилила військову експансію у Середній Азії. Війни за загарбання території Кокандського та Хівинського ханств, Бухарського емірату та казахських земель тривали з 1864 до 1884 і завершились встановленням тут російського військово-адміністративного управління. Зіткнувшись у цьому регіоні з інтересами Великої Британії, Російська імперія змушена була 1887 підписати протокол про російсько-британське розмежування, який зупинив дальше просування Р. на південь. Зовнішньополітична діяльність Р. у Європі була спрямована на перегляд рішень Паризького договору 1856. Обережна і вміла політика міністра закордонних справ О.Горчакова (1856—1882) дозволила Росії вийти з політичної ізоляції і посилити свій вплив на Балканах. Внаслідок російсько-турецької війни 1877-78 Османська імперія визнала незалежність Румунії, Сербії, Чорногорії та надала автономію Болгарії. Однак Берлінський трактат 1878 обмежив впливи Росії на Балканах і Близькому Сході. Зближення Австро-Угорщини і Німеччини спонукало Російську імперію шукати союзу з Францією та Великою Британією. За ініціативою Франції у 1891-94 були підписані договори, які сформували російсько-французький союз, що протистояв Троїстому Союзові (Німеччина, Австро-Угорщина, Італія).
Піднесення, що охопило економіку Росії наприкінці 19 століття, привело до формування системи російського капіталізму, особливостями якого були співіснування передової промисловості і монопольних об'єднань з напівфеодальними відносинами на селі та самодержавною політичною системою, що позбавляла громадян демократичних прав. У цей період, після врегулювання російсько-японських територіальних проблем на Далекому Сході, в основному завершилось становлення величезної Російської колоніальної імперії, що включала величезні простори Сибіру, Далекого Сходу, Середньої Азії, Кавказу, України, Прибалтики і Польщі з населенням близько 170 млн людей.

### Микола II

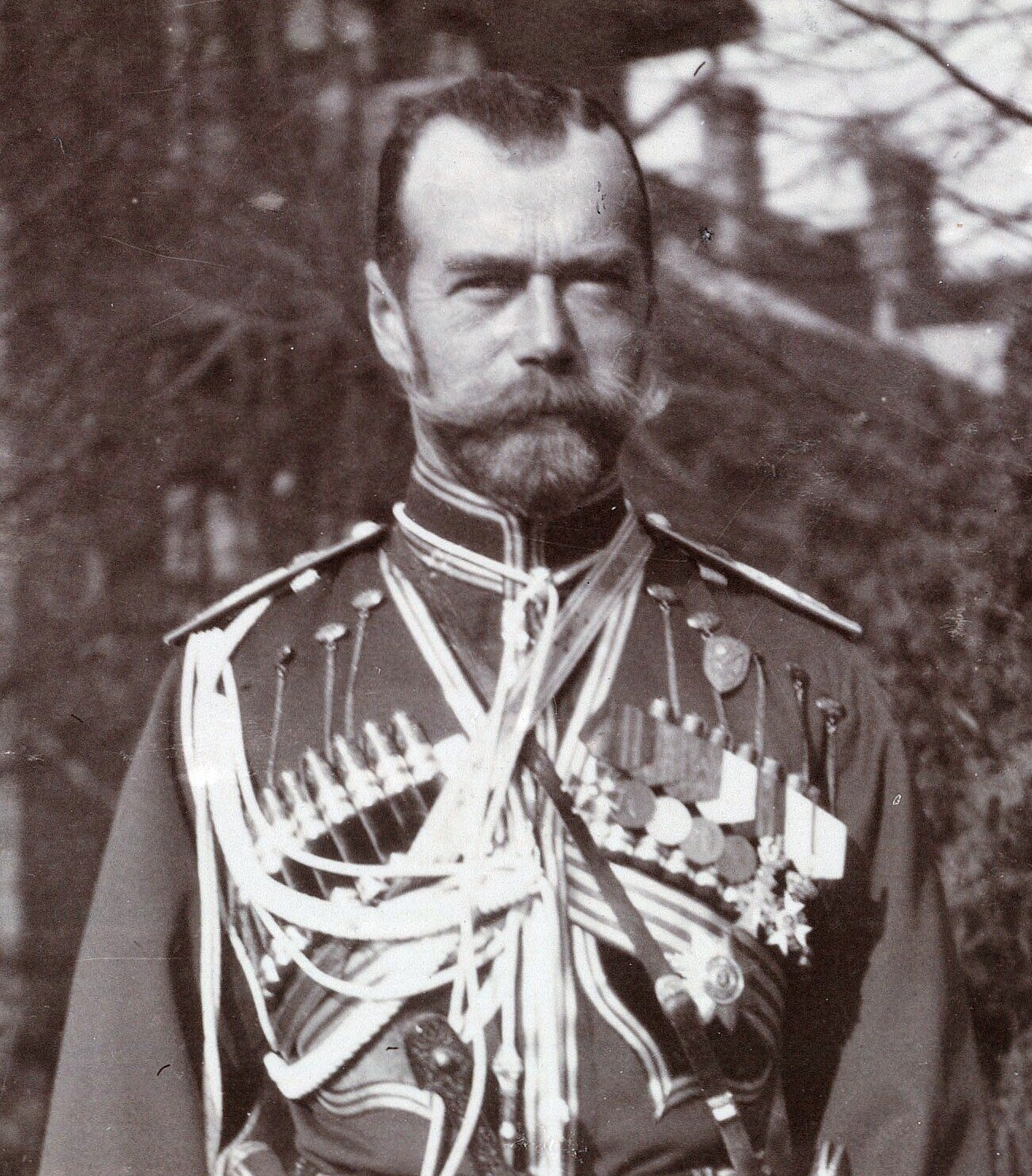
Микола ІІ

У 1894 імператорський престол посів Микола II (1894—1917) — останній представник династії Романових. Його уряд продовжував політику зміцнення самодержавства і його соціальної опори — дворянства. У той же час під впливом марксизму формувався робітничий рух у Росії. У російському робітничому русі поступово провідні позиції здобула радикально-політична течія, що ставила своїм завданням революційне захоплення влади і створення соціалістичного суспільства з допомогою державних важелів. Теоретиком російського пролетарського руху виступив Володимир Ульянов (Ленін) (1870—1924). У 1898 за ініціативою В. Ульянова створена нелегальна Російська соціал-демократична робітнича партія (РСДРП). На другому з'їзді РСДРП (1903) у партії відбувся розкол на більшовиків (прихильників радикальних заходів) і меншовиків (прихильників реформістського шляху до соціалізму). У 1901 за кордоном виникла Партія соціалістів-революціонерів (есерів), яка взяла на озброєння народницьку ідеологію. Ліберальний земський рух, що виступав за встановлення конституційного устрою, оформився в 1905 у Конституційно-демократичну партію (кадети).
Поразка Росії у російсько-японській війні 1904-05 поглибила суспільно-політичну кризу в країні, що спричинила першу Російську революцію 1905—1907. Революція почалась розстрілом мирної демонстрації робітників Петербурга 9.1.1905 і вилилась у бурхливі виступи робітників, селянства, населення колоніальних окраїн. Найбільшого піднесення революційні події набули під час всеросійського жовтневого страйку 17.10.1905 імператор Микола II оголосив «Маніфест», який обіцяв запровадження конституційного устрою і скликання Державної Думи — російського парламенту. Стихійно почали виникати Ради робітничих депутатів, проводились численні мітинги і демонстрації, виходили демократичні періодичні видання, утворювались політичні партії, профспілки, громадські організації. Більшовики, які намагались шляхом радикалізації соціального руху захопити владу, підняли у грудні 1905 збройне повстання в Москві, яке було придушене урядовими військами. На поч. 1906 Микола II здійснив реформу державного управління, запровадивши Державну Раду як верхню палату російського парламенту. Виборчий закон зберігав суттєві соціальні обмеження на виборах у Раду і Думу. Попри це, на засіданнях Думи ставились питання глибоких суспільно-політичних реформ. 9.6.1906 Микола II розпустив І Думу і призначив вибори до II Думи. Остання діяла з 20.2. до 3.6. 1907 і була розпущена урядом. Революційні події 1905-07 у Р. не привели до утвердження конституційного ладу в імперії та не розв'язали аграрного питання.
Після розпуску II Державної Думи в імперії встановлено репресивний режим, який розправився із демократичним і національно-визвольним рухами. Одночасно уряд оголосив вибори до III Державної Думи за новим виборчим законом, який надавав переваги заможним верствам і російському населенню. Для створення соціальної опори серед заможного селянства імператорський уряд за ініціативою П.Столипіна 9.11.1906 оголосив указ про земельну реформу. Реформа сприяла виходу селян із общини, закріпленню землі у приватну власність, чим значно прискорила капіталістичний розвиток села. Одним з елементів проведення аграрної реформи стало переселення селян, особливо з України, на вільні землі у Сибір і на Далекий Схід. За 1906-12 на окраїни імперії виїхало бл. 1 млн українців (бл. 40 % усіх переселенців у Р.). Через невміло організоване переселення, відсутність продуктів і медичного обслуговування та непідготовленість місць для переселенців частина з них померла, а частина повернулась в Україну (за деякими дан. — бл. 70 %).
Поразка Революції 1905-07 викликала ідейну кризу в суспільно-політичному русі, наслідком якої було посилення великоруського шовінізму (виникнення чорносотенних організацій) і відмова від радикальних форм суспільних змін (збірник «Вехи»; під ред. П.Струве). Восени 1912 під контролем уряду була обрана IV Державна Дума. Незважаючи на перевагу в ній консервативних сил. Дума поставила ряд питань щодо оновлення суспільного життя. Ініціаторами реформ виступала партія кадетів. Напередодні війни значно посилився робітничий, селянський і національно-визвольний рух.
Міжнародна ситуація початку 20 століття характеризувалась загостренням боротьби європейських держав за колонії і впливи в різних куточках світу. Росія прагнула розширити свій вплив на Чорному морі, щоб відкрити шлях експансії на Балкани і Близький Схід, а також у Середній Азії. Протиріччя між Р. і Японією на Далекому Сході призвели до російсько-японської війни 1904-05, у якій Р. зазнала нищівної поразки. За умовами Портсмутського миру 1905 до Японії відходила половина о. Сахаліну (на південь 50 паралелі). Протиріччя між Німеччиною і Австро-Угорщиною, з одного боку, і Росією — з іншого, зумовили створення у 1904-07 спільно з Великою Британією і Францією воєнно-політичного блоку — Антанти.

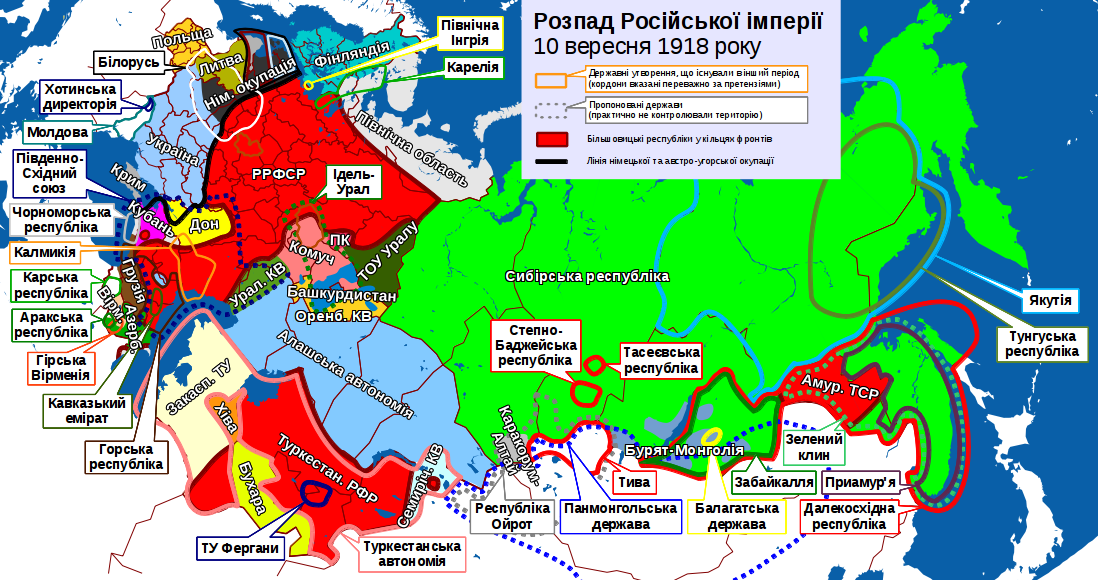
Розпад Російської імперії станом на вересень 1918 року

У Першій світовій війні Росія виступила на боці країн Антанти проти країн Троїстого Союзу (ств. 1882). У 1914-15 російська армія добилась певних успіхів на Північно-Західному фронті у районі Східної Пруссії і на Південно-Західному фронті. Наприкінці 1914 російські війська зайняли Галичину і Буковину й створили на окупованій території Галицько-Буковинське генерал-губернаторство. Однак уже до осені 1915 наступ німецької і австро-угорської армій змусив російську армію залишити Польщу, Литву, частину Латвії і Білорусі. Німецько-австрійські війська зайняли Галичину, Північну Буковину і 5 повітів Волині. У травні 1916 російська армія почала новий наступ на Південно-Західному фронті («Брусиловський прорив»), внаслідок якого російські частини захопили всю Буковину і південну Галичину. Проте цей наступ не привів до стратегічного перелому в ході воєнних дій на Південно-Західному фронті, а лише поглибив господарську розруху і незадоволення в країні. Намагаючись стабілізувати обстановку, Микола II вдавався до частої зміни міністрів, загравання з Державною Думою. Однак невдоволення поразками на фронтах, господарськими труднощами, бездарним керівництвом імператорських міністрів поширилось на всі верстви суспільства і армію. Численні страйки і заворушення переросли у кін. лютого 1917 у народний виступ в Петрограді, який підтримали армійські частини (див. Лютнева революція). Микола II зрікся престолу. Влада перейшла до створеного Державною Думою 3.3.1917 Тимчасового уряду на чолі з кн. Г.Львовим. До складу новоутвореного уряду увійшли представники кадетів, октябристів, прогресистів і есерів. Тимчасовий уряд пообіцяв скликати Установчі збори для вирішення політичних, соціальних і національних проблем на засадах демократії. Під час революційних подій утворились також Ради робітничих і солдатських депутатів, які перебували під впливом представників лівих партій (соціал-демократів, есерів, ін.). Під могутнім тиском низів влада в країні швидко перейшла до рук комісарів Тимчасового уряду. Одночасно відбулось формування представницьких органів багатьох колоніальних народів імперії, які відстоювали національні та демократичні права своїх народів. З березня 1917 в Україні існувало двовладдя: з одного боку, Тимчасовий уряд намагався продовжувати централістську політику імператорської влади, з іншого — новоутворена Українська Центральна Рада відстоювала принцип національно-територіальної автономії України. Лютнева революція 1917 поклала край самодержавній багатонаціональній імперії, пробудивши до політичної активності поневолені Російською імперією народи та найширші верстви суспільства.

## Населення
Носії мов за переписом 1897

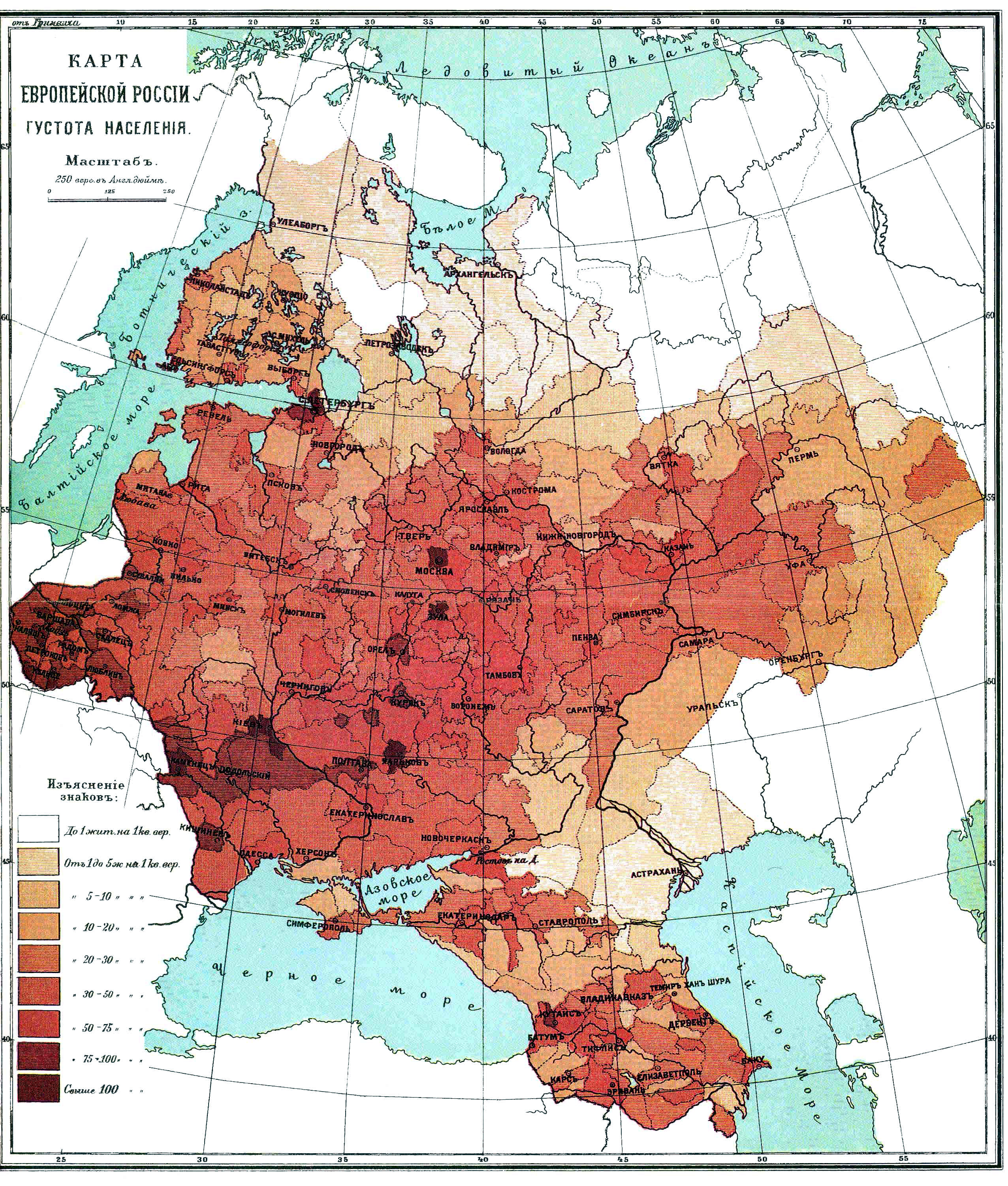
Густота населення наприкінці ХІХ ст.

За переписом 1897 року населення Російської імперії становило 125 640 021 особу (62 477 348 чоловіків і 63 162 673 жінки). Населення Європейських губерній становило 93,4 млн осіб, Царства Польського — 9,5 млн, Великого князівства Фінляндського — 2,6 млн, Кавказького краю — 9,3 млн, Сибіру — 5,8 млн, середньоазійських областей — 7,7 млн.
Середня густота населення становила 6,7 осіб на квадратну версту (1,138 км²). Найбільша густота населення була у губерніях Царства Польського — 84,3 чол. на кв. версту. Найменша — у Сибіру — 0,5 осіб. В Європейській частині найбільш густонаселеними були Московська — 83,1 на кв.версту, Подільська — 81,9, Київська — 79,9 губернія. У містах проживало лише 14 % населення.

### Етномовний склад

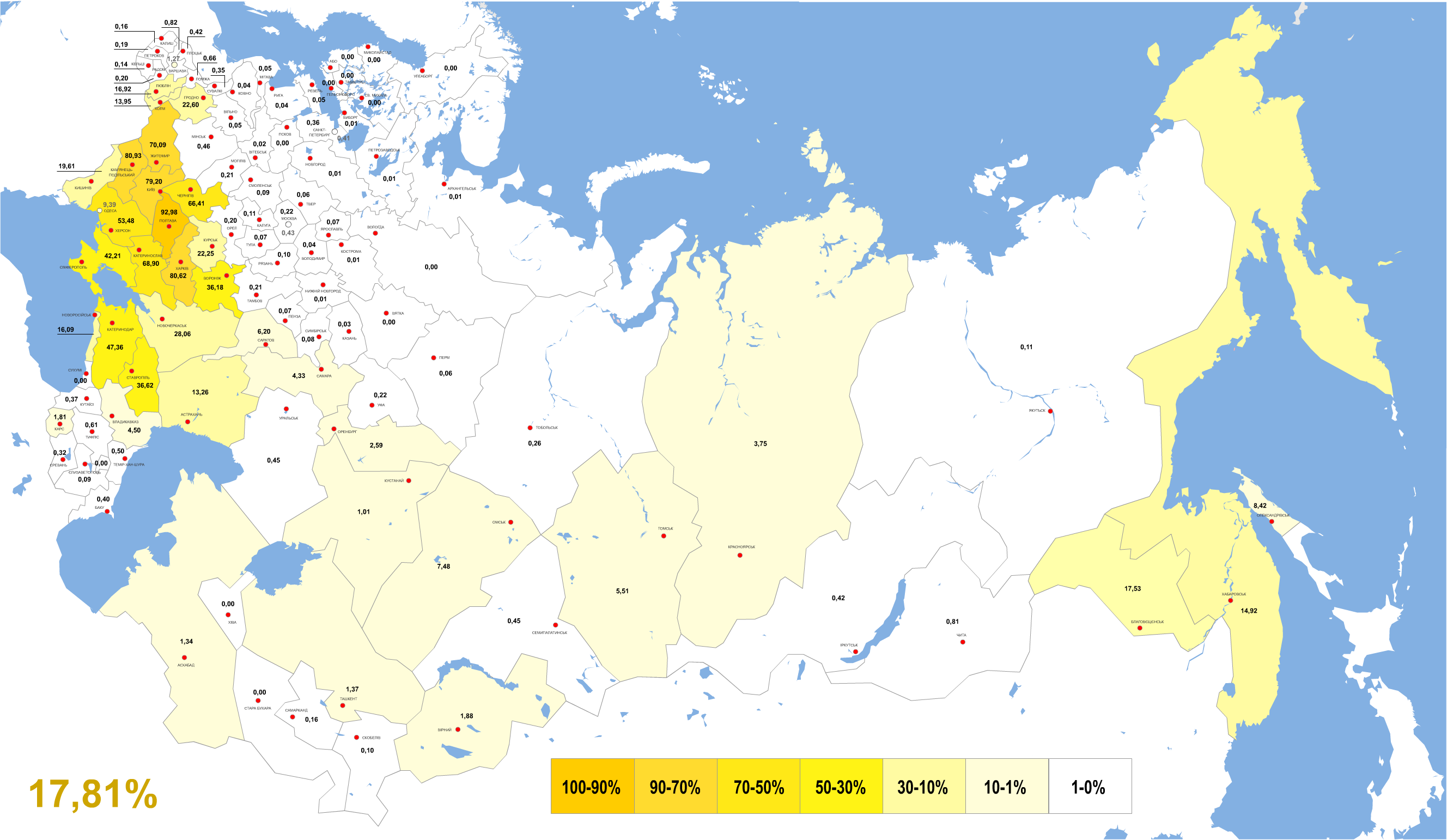
Відсоток носіїв української мови в Російській імперії за губерніями і областями (1897).

Рідні мови населення Російської імперії з більше ніж 1 млн носіїв за переписом 1897 р.
| Мова             | Носії       | Частка  | Регіон компактного проживання носіїв |
| ---------------- | ----------- | ------- | --- |
| російська        | 55 667 469  | 44,3 %  | Європейська Росія — 48 558 721 (50,3 %), Сибір — 4 423 803 (76,8 %), Кавказ — 1 829 793 (19,7 %), Середня Азія — 587 992 (7,6 %), Привіслинські губернії — 267 160 (2,8 %) |
| українська       | 22 380 551  | 17,8 %  | Європейська Росія — 20 414 866 (21,8 %), Кавказ — 1 305 463 (14,1 %), Привіслинські губернії — 335 337 (3,6 %), Сибір — 223 274 (3,9 %), Середня Азія — 101 611 (1,3 %)    |
| польська         | 7 931 307   | 6,3 %   | Привіслинські губернії — 6 755 503 (71,8 %), Європейська Росія — 1 109 934 (1,2 %)                                                                                         |
| білоруська       | 5 885 547   | 4,7 %   | Європейська Росія — 5 823 383 (6,2 %) |
| єврейська        | 5 063 156   | 4,0 %   | Європейська Росія — 3 714 995 (4,0 %), Привіслинські губернії — 1 267 194 (13,5 %)                                                                                         |
| киргиз-кайсацька | 4 084 139   | 3,3 %   | Середня Азія — 3 787 222 (48,9 %), Європейська Росія — 264 059 (0,3 %) |
| татарська        | 3 737 627   | 3,0 %   | Європейська Росія — 1 953 155 (2,1 %), Кавказ — 1 509 785 (16,3 %), Сибір — 210 154 (3,6 %)                                                                                |
| німецька         | 1 790 489   | 1,4 %   | Європейська Росія — 1 312 188 (1,4 %), Привіслинські губернії — 407 274 (4,3 %)                                                                                            |
| латиська         | 1 435 937   | 1,1 %   | Європейська Росія — 1 422 021 (1,5 %) |
| башкирська       | 1 321 363   | 1,1 %   | Європейська Росія — 1 316 764 (1,4 %) |
| литовська        | 1 210 510   | 1,0 %   | Європейська Росія — 897 148 (1,0 %), Привіслинські губернії — 305 322 (3,2 %)                                                                                              |
| вірменська       | 1 173 096   | 0,9 %   | Кавказ — 1 118 094 (12,0 %) |
| мордовська       | 1 023 841   | 0,8 %   | Європейська Росія — 985 535 (1,1 %) |
| естонська        | 1 002 738   | 0,8 %   | Європейська Росія — 989 443 (1,1 %) |
| інша             | 11 932 251  | 9,5 %   | |
| всього           | 125 640 021 | 100,0 % | |

Згідно з переписом 1897 р., в імперії мешкало 125 640 021 осіб, носіїв десятків різних мов, з яких 14 — налічували понад 1 млн носіїв.

Ось як характеризував національні особливості Росії відомий у той час (1914) політичний діяч Володимир Ульянов (Ленін): 
…Чи є у нас тяжіння «інородців» до об'єднання з великорусами під загрозою гіршого національного гніту? 

<…> Росія — держава з єдиним національним центром, великоруським. Великоруси займають гігантську суцільну територію, досягаючи по чисельності приблизно 70 мільйонів чоловік. Особливість цієї національної держави, по-1-е, та, що «інородці» (які становлять у цілому більшість населення — 57 %) населяють саме окраїни; по-2-е, та, що пригноблення цих інородців значно сильніше, ніж у сусідніх державах (і навіть не тільки в європейських); по-3-е, та, що в цілому ряді випадків пригноблені народності, які живуть по окраїнах, мають своїх сородичів по той бік кордону, які користуються більшою національною незалежністю (досить згадати хоча б по західному і південному кордону держави — фінів, шведів, поляків, українців, румунів); по-4-е, та, що розвиток капіталізму і загальний рівень культури нерідко вищі в «інородницьких» окраїнах, ніж в центрі держави
.

### Релігійний склад
Релігійний склад населення Російської імперії за переписом 1897 р.
| віросповідання            | чисельність | частка  |
| православні та єдиновірці | 87 123 604  | 69,3 %  |
| магометани                | 13 906 972  | 11,1 %  |
| римо-католики             | 11 467 994  | 9,1 %   |
| юдеї                      | 5 215 805   | 4,2 %   |
| лютерани                  | 3 572 653   | 2,8 %   |
| старообрядці              | 2 204 596   | 1,8 %   |
| вірмено-григоріани        | 1 179 241   | 0,9 %   |
| буддисти та ламаїсти      | 433 863     | 0,3 %   |
| інші нехристияни          | 285 321     | 0,2 %   |
| реформати                 | 85 400      | 0,1 %   |
| меноніти                  | 66 564      | 0,1 %   |
| вірмено-католики          | 38 840      | 0,0 %   |
| баптисти                  | 38 139      | 0,0 %   |
| караїми                   | 12 894      | 0,0 %   |
| англікани                 | 4 183       | 0,0 %   |
| інші християни            | 3 952       | 0,0 %   |
| всього                    | 125 640 021 | 100,0 % |

### Становий склад
Розподіл населення за належністю до суспільних станів у 1858—1870 рр.
|                     | 1858    | 1870    |
| дворянство спадкове | 1,03 %  | 0,80 %  |
| дворянство особисте | 0,55 %  | 0,40 %  |
| духовенство         | 1,10 %  | 0,90 %  |
| міські стани        | 7,25 %  | 9,20 %  |
| сільські стани      | 82,55 % | 81,50 % |
| військові стани     | 6,35 %  | 6,50 %  |
| іноземці            | 0,13 %  | 0,27 %  |
| інше                | 1,04 %  | 0,43 %  |

### Міста
Чисельність та частка міського населення у 1860-х — 1897 рр.
|                             | 1860-і    | 1860-і | 1897       | 1897   |
| --------------------------- | --------- | ------ | ---------- | ------ |
| Європейська Росія           | 6 087 070 | 10,0 % | 12 027 038 | 12,8 % |
| Царство Польське            | 1 348 325 | 25,3 % | 2 055 892  | 21,7 % |
| Вел. Князівство Фінляндське | 119 641   | 6,6 %  | 28 116     | 11,0 % |
| Кавказ                      | 349 912   | 8,4 %  | 1 010 615  | 10,9 % |
| Сибір                       | 228 634   | 7,8 %  | 473 796    | 9,3 %  |
| Середня Азія                | 23 880    | 1,6 %  | 936 655    | 12,0 % |
| Всього                      | 8 157 462 | 10,6 % | 16 785 212 | 13,0 % |

Міста Російської імперії з населенням понад 100 тис. осіб за переписом 1897 р.
| №  | місто          | населення, 1897 |
| 1  | Петербург      | 1 267 023       |
| 2  | Москва         | 1 035 664       |
| 3  | Варшава        | 638 208         |
| 4  | Одеса          | 405 041         |
| 5  | Лодзь          | 315 209         |
| 6  | Рига           | 282 943         |
| 7  | Київ           | 247 432         |
| 8  | Харків         | 174 846         |
| 9  | Тифліс         | 160 645         |
| 10 | Вільно         | 159 568         |
| 11 | Ташкент        | 156 414         |
| 12 | Саратов        | 137 109         |
| 13 | Казань         | 131 508         |
| 14 | Катеринослав   | 121 216         |
| 15 | Ростов-на-Дону | 119 889         |
| 16 | Астрахань      | 113 001         |
| 17 | Баку           | 112 253         |
| 18 | Тула           | 111 048         |
| 19 | Кишинів        | 108 796         |

## Економіка
У 1913 р. у сільському господарстві було 75 % зайнятого населення, у промисловості й будівництві — 9 %, у інших галузях — 16 %. Сільське господарство створювало 54 % національного доходу, промисловість і будівництво — 29 %, інші галузі — 17 %
Питома вага Російської імперії та деяких промислово-розвинутих країн у світовому промисловому виробництві:
| Країни            |  | 1881-1885 рр. |  | 1896-1900 рр. |  | 1913 р. |
| Російська імперія |  | 3,4 %         |  | 5,0 %         |  | 5,3 %   |
| США               |  | 28,6 %        |  | 30,1 %        |  | 35,8 %  |
| Велика Британія   |  | 26,6 %        |  | 19,5 %        |  | 14,0 %  |
| Німеччина         |  | 13,9 %        |  | 16,6 %        |  | 15,7 %  |
| Франція           |  | 8,6 %         |  | 7,1 %         |  | 6,4 %   |

Експорт у 1913 р. склав 1411,5 млн руб., імпорт 733,6 млн руб. Основними статтями експорту була продукція сільського господарства та сировина. Імпортувалась переважно продукція машинобудування, хімічної промисловості та деякі види сировини.
|                       | Експорт у 1913 р., млн руб. | Частка в експорті |
| Хліб (зерно, борошно) | 629,5                       | 44,6 %            |
| Деревина              | 94,4                        | 6,7 %             |
| Яйця                  | 90,6                        | 6,4 %             |
| Льон                  | 86,8                        | 6,2 %             |
| Масло коров'яче       | 71,6                        | 5,1 %             |
| Нафта і нафтопродукти | 47,3                        | 3,3 %             |
| Паперові тканини      | 43,9                        | 3,1 %             |
|                       |                             |                   |

|                             | Імпорт у 1913 р., млн руб. | Частка в імпорті |
| Бавовна-сирець              | 114,0                      | 15,5 %           |
| Машини і запчастини         | 107,7                      | 14,7 %           |
| Кам'яне вугілля             | 76,1                       | 10,4 %           |
| Вовна                       | 49,7                       | 6,8 %            |
| Каучук                      | 40,2                       | 5,5 %            |
| Сільськогосподарські машини | 39,1                       | 5,3 %            |
| Хімічні матеріали           | 28,1                       | 3,8 %            |
| Шовк та кокони              | 26,7                       | 3,6 %            |
|                             |                            |                  |